# Едрік Стреона
Едрік Стреона (англ. Eadric Streona; д/н — 1017) — один з впливовіших діячів англосаксонської Англії, елдормен Мерсії в 1007—1017 роках. Увійшов в англійську історію як втілення зради. Його прізвисько Стреона зі староанглийської мови перекладається як «стягайло», «хабарник», яке він отримав за привласнення церковних земель і майна.

## Життєпис
Походив зі знатного мерсійського роду. Син Етельріка, тена, що володів якимись землями в Шропширі і Херефордширі. Замолоду опинився при дворі короля Етельреда II. Перша письмова згадка сягає 1002 року.
У 1006 році Едрік виявився замішаний у вбивстві Ельфгельма, елдормена Йорку. Він запросив останнього на свято в Шрусбері. На третій або четвертий день свята Едрік і Ельфгельм поїхали на полювання. У лісі на Ельфхельма напав якийсь Годвін Портханд, м'ясник з Шрусбері, якому Едрік пообіцяв щедру винагороду, і вбив Ельфгельма.
У 1007 році призначається єдиним елдорменом Мерсії. На цій посаді придушив внутрішні заворушення та зумів відновити оборону від нападів норманів і данів. Спорудив військовий флот. 1009 року одружився з королівською донькою Едгітою. Невдовзі стає одним з радників короля. Едрік відрадив його давати відсіч вікінгам під проводом Торкеля Довгого. У 1011 або 1012 році здійснив грабіжницький похід до Вельсу. 1012 року отримав право підписувати королівські хартії першим серед елдорменів.
У 1013 році Англія була завойована Свеном Вилобородим. Едрік слідом за королем Етельредом II втік до Нормандії. Але того ж року після смерті Свена I повернувся до Англії.
У 1015 році Едрік під час наради в Оксфорді вбив двох тенів з Іст-Мідлендса — Сігеферта і Моркара — за співпрацю з данами. Того ж року єдиним зібрав війська для протистояння норманам, фактично виконував військові функції короля, який на той час хворів. Підтримував партію королеви Емми Норманської, щоб один з її синів став спадкоємцем Етельреда II. В результаті став політичним суперником принца Едмунда.
1016 року на Англію напав Кнуд, король Норвегії. Едрік зрадив Етельреда II і з 40 кораблями перейшов на службу до Кнуда. Разом вони захопили Ворикшир. Принц Едмунд в помсту сплюндрував володіння Едріка в Стаффордширі, Шропширі і Чеширі. Але в цей момент його союзник Ухтред Сміливий, скорився данцям. Незабаром помер король Етельред, і Едмунд із залишками війська рушив до Лондона, щоб взяти владу над рештою англійськими землями. Едрік рушив слідом за ним. На півдні Едмунд завдав супротивникові поразки біля Пенселвуду. В битві при Шерстоні, коли дани вже майже були розбиті, Едрік оголосив, що король Едмунд II загинув, внаслідок чого англосакси знітилися. 18 жовтня 1016 року під час битви при Ассандуні Едрік вчергове зрадив короля, і англосакси були розбиті. Едрік переконав Едмунда II і Кнуда зустрітися на острові Ола, укласти мир і розділити Англію між собою.
У 1017 році Кнуд наказав стратити Едріка разом з Нортманом, сином Леофвіна (елдормена Гвікке), Етельвардом, сином Етельмара Стаута, і Бріхтриком, сином Ельфхеха (елдорменом Девона), коли ті перебували в королівському палаці в Лондоні. Приводом стала зрада Едріка, але фактично новий король Англії з недовірою ставився до нього, оскільки той мав майже необмежену владу в Мерсії.